# 1811 au Nouveau-Brunswick
Chronologie du Nouveau-Brunswick
- 1807
- 1808
- 1809
- 1810
- 1811
- 1812
- 1813
- 1814
- 1815

Cette page concerne des événements d'actualité qui se sont produits durant l'année 1811 dans la colonie du Nouveau-Brunswick.

## Événements
- Fondation d'Elgin par John Geldart et du village Pointe-Sapin par Joe Guimond et Josette Dionne.

## Naissances
- 9 janvier : John Ferris, député
- 26 novembre : William Hunter Odell, sénateur